# Bruno Stagno
Bruno Stagno (Santiago, Chili, 1943) is een Costa Ricaans hoogleraar en architect.

## Levensloop
Stagno studeerde van 1962 tot 1968 aan de Katholieke Universiteit van Chili en vervolgens van 1969 tot 1972 aan de École nationale supérieure des beaux-arts in Parijs. Aansluitend doceerde hij een jaar aan de school voor design van de Katholieke Universiteit van Chili
Sinds 1973 heeft hij een eigen praktijk in Costa Rica en ontwierp hij kantoorgebouwen, banken, scholen, fabrieken en woonhuizen. Van 1982 tot 1987 was hij hoogleraar aan de Autonome Universiteit van Centraal-Amerika op het gebied van stadsplanning en architectuur. In 1996 richtte hij het Instituut voor Tropische Planning op in San José.
Voor zijn innoverende werk werd hij in 1997 bekroond met een Prins Claus Prijs. Stagno combineert concepten uit de hedendaagse internationale architectuur met die uit de tropische architectuur. Hierdoor heeft hij zich een eigen, syncretische stijl eigengemaakt.